# الأكاديمية البحرية الملكية
كانت الأكاديمية البحرية الملكية منشأة أنشئت في عام 1733 في بورتسموث دوكيارد لتدريب ضباط البحرية الملكية. كانت نوايا المؤسسين هي توفير وسيلة بديلة لتجنيد الضباط وتوفير تدريب وتعليم وقبول موحد. في عام 1806 تم تغيير اسمها إلى الكلية البحرية الملكية وفي عام 1816 أصبحت الكلية البحرية الملكية ومدرسة الهندسة البحرية. تم إغلاقه كمؤسسة تدريب للضباط الداخلين في عام 1837.
في 1733، تم إنشاء مرفق على شاطئ البحر في حوض السفن ل 40 المجندين. قدم منهج شامل خبرة نظرية وعملية في حوض بناء السفن وفي البحر. يمكن لخريجي الأكاديمية أن يكسبوا عامين من وقت البحر كجزء من دراستهم، وسيكونون قادرين على أخذ امتحان الملازم بعد أربع سنوات في البحر بدلاً من ست سنوات. ومع ذلك، لم تحقق الأكاديمية الهدف المتمثل في أن تصبح المسار المفضل لتصبح ضابطًا بحريًا. بقيت الوسائل التقليدية «للتدريب المهني» البحري البديل المفضل. الغالبية العظمى من الطبقة ضابط تم تجنيدهم على هذا النحو على أساس الروابط الأسرية، والمحسوبية. ضمنت الروابط العائلية و «الاهتمام» والإيمان الصادق بتفوق الخبرة العملية التي تم تعلمها على ربع المستوطنين أن طبقة الضباط كانت تفضل النموذج التقليدي. ولخص وليام الرابع هذا الرأي عندما لاحظ أنه «لم يكن هناك مكان أفضل من ربع رجل بريطاني من الحروب لتعليم رجل نبيل».